# Hallvard
Hallvard Vebjørnsson, también conocido como San Hallvard (ca. 1020-1043) es un mártir y santo católico noruego. Es el santo patrono de la ciudad de Oslo y su festividad es el 15 de mayo.

## Biografía y leyenda

Escudo de armas de Oslo.

Poco se sabe de Hallvard además de las circunstancias de su muerte. Descendiente de vikingos, habría nacido en Lier, como hijo único de Vébjörn Sigurðsson (o Vebjørn de Huseby, un hijo de Sigurd Rise), que casó con Torny Gudbrandsdatter (una hija de Gudbrand Kula, posiblemente ilegítima, y por lo tanto también prima del rey Olaf el Santo).
En mayo de 1043, Hallvard iba a atravesar en buque el fiordo de Drammen, cuando llegó a él una mujer corriendo. La mujer era perseguida por tres hombres que, acusándola de robo, iban a matarla. Hallvard creyó en la inocencia de la mujer, y aceptó llevarla a bordo de su barco, pero los hombres, furiosos, mataron a ambos. Para ocultar su crimen, ataron el cuerpo del joven a una rueda de molino y lo lanzaron al fiordo.
Los amigos de Hallvard buscaron su cuerpo y una vez que lo hallaron, lo sacaron del agua con ayuda de unas ramas secas, y le realizaron un suntuoso funeral en su localidad natal. Poco después, las ramas utilizadas en su búsqueda germinaron, lo que se consideró un milagro, y el rumor sobre su santidad se extendió. Como había muerto por defender a una mujer inocente, fue juzgado por la gente como un mártir
.
En 1053, los restos de Hallvard fueron colocados en un relicario con aplicaciones de plata y llevados a la Iglesia de Santa María de Oslo. En 1130 fue trasladado a la recién terminada Iglesia de San Hallvard -hoy en ruinas-, consagrada a su memoria, y sus reliquias serían motivo de peregrinación desde todo el país.
Existe otra leyenda que dice su cuerpo salió a flote con todo y la pesada piedra de molino que tenía atada al cuello.
El día de su muerte se halla registrado en el calendario rúnico como el 15 de mayo. Ese mismo día fue elegido por la Iglesia católica para fijar su festividad. Su imagen se representa con flechas en una mano y en la otra una piedra de molino. Es la imagen del escudo de armas de la ciudad de Oslo.

## Representaciones
Los atributos con los que se suele acompañar su imagen son un conjunto de flechas en una mano y una rueda de molino en la otra. En el escudo de armas de la ciudad de Oslo se lo representa sentado en una silla de decoración nórdica con dos cabezas de animales, mientras que a sus pies reposa una mujer desnuda.

## Iglesia y monasterio
La Iglesia y monasterio de San Hallvard en Enerhaugen en Oslo (Consagrada 1966), no está lejos de la antigua catedral medieval de San Hallvard es el lugar más grande de la parroquia actual de la Iglesia Católica en Noruega.